# Hiroko Tokita
Hiroko Tokita (ときた ひろこ, Tokita Hiroko), de son vrai nom 時田 広子 (même prononciation), est une réalisatrice et scénariste japonaise de séries d'animation née le 24 octobre 1956 à Tōkyō.
Elle est membre de la Writers Guild of Japan.

## Biographie
Alors qu'elle est étudiante en physique à l'Université Nihon, elle travaille à mi-temps en tant que coloriste pour un studio d'animation. Alors qu'elle travaille sur la série Gekisou Rubenkaiser (1977-1978), elle fait la connaissance avec le réalisateur Yūji Nunokawa avec qui elle participe  à la fondation d'un nouveau studio, Pierrot, en 1979.
Elle devient alors animatrice sur la série Le Merveilleux Voyage de Nils Holgersson à travers la Suède puis finalement quitte le studio afin de devenir indépendante.
Elle travaille par la suite en tant qu'animatrice sur la série Ashita no Joe 2 mais cherche à passer à la réalisation. Grâce à l'aide de son ami Kōichi Mashimo qui l'introduit auprès du studio Tatsunoko, elle  devient storyborder sur Golden Warrior Gold Lightan puis travaille par la suite sur de nombreuses séries. En 1985, elle réalise sa première série, Théo ou la batte de la victoire de Mitsuru Adachi, mangaka dont elle avait déjà travaillé sur un de ses autres manga en 1983, Miyuki. Supervisé par Gisaburō Sugii avec qui elle avait travaillé sur Glass no Kamen l'année précédente, Théo ou la batte de la victoire devient très vite une série très populaire ce qui permet à la jeune réalisatrice  de 30 ans de se faire connaître. Le duo Sugii/Tokita est reconduit sur la série Une vie nouvelle, là aussi une adaptation d'un manga de Adachi. Elle va par la suite s'éloigner du studio Group TAC où elle a  réalisé ses deux premières séries pour venir au studio Madhouse. Elle y réalise la série fleuve Yawara! adapté d'un manga de Naoki Urasawa ainsi que le film qui y est dérivé. Elle va par la suite beaucoup réalisé, notamment des œuvres visant un public typiquement féminin (Kaikan Phrase) ou alors mettant des personnages féminin fort (Chocchan Monogatari). À partir de 2001, elle arrête la réalisation et passe au scénario. Elle signe notamment Mirage of Blaze (2002), Shingetsutan Tsukihime (2003), Mamotte! Lollipop (2006) ainsi que plusieurs séries produit par le Studio Comet : School Rumble (2004-2008), Peach Girl (2005) et Suzuka (2005).

## Travaux
- 1977-1978 : Gekisou Rubenkaiser (série télévisée) - Coloriste
- 1980-1981 : Le Merveilleux Voyage de Nils Holgersson à travers la Suède (série télévisée) - Animation
- 1980-1981 : Ashita no Joe 2 (série télévisée) - Animation
- 1981-1982 : Golden Warrior Gold Lightan (série télévisée) - Storyboard, directeur d'épisode
- 1981-1982 : Dasshu Kappei (série télévisée) - Storyboard, directeur d'épisode
- 1983-1984 : Miyuki (série télévisée) - Storyboard, directeur d'épisode
- 1984 : Chō Kōsoku Galvion (série télévisée) - Storyboard, directeur d'épisode
- 1984 : Glass no Kamen (série télévisée) - Storyboarder (ep 12,17), directeur d'épisode (ep 12,17)
- 1984-1985 : Futari Daka (série télévisée) - Storyboard, directeur d'épisode
- 1985-1987 : Théo ou la batte de la victoire (série télévisée) - Réalisatrice, storyboard (ep 37,45), directeur d'épisode (ep 1,6,11)
- 1987-1988 : Une vie nouvelle (série télévisée) - Réalisatrice
- 1989-1992 : Yawara! (série télévisée) - Réalisatrice, storyboard (ep 1,15,23,27,44,54,55,75,90,124), directeur d'épisode (ep 1,15,23,27,44,54,55,75,90,124)
- 1992 : Yawara - le film (film) - Réalisatrice
- 1992 : Hime-chan's Ribbon (série télévisée) - Storyboard (ep 36)
- 1993 : Miracle Girls (série télévisée) - Réalisatrice (à partir de l'épisode 30)
- 1994 : Je ne suis pas un ange (OAV) - Réalisatrice
- 1995 : Bonobono (série télévisée) - Storyboard (ep 5), directeur d'épisode (ep 5)
- 1996 : Chocchan Monogatari (film) - Réalisatrice, coscénariste
- 1996 : Mizuiro Jidai (série télévisée) - Réalisatrice
- 1997 : Ultra Nyan: Hoshizora Kara Maiorita Fushigi Neko (moyen métrage) - Réalisatrice
- 1998 : Ultra Nyan 2: Happy Daisakusen (moyen métrage) - Réalisatrice
- 1998 : Nazca (série télévisée) - Réalisatrice
- 1998 : Master Keaton (série télévisée) - Storyboard (ep 7)
- 1999-2000 : Kaikan Phrase (série télévisée) - Réalisatrice
- 2000 : Les descendants des ténèbres (série télévisée) - Réalisatrice
- 2001 : Chance Pop Session (série télévisée) - Scénariste
- 2001 : Magical Nyan Nyan Taruto (série télévisée) - Scénariste (ep 9)
- 2001 : X (série télévisée) - Scénariste (ep 20,23,24)
- 2002 : Mirage of Blaze (série télévisée) - Composition de la série
- 2002 : Pita-ten (série télévisée) - Scénariste (ep 6,9,13,14,16,21,25)
- 2002-2003 : Galaxy Angel 3 (série télévisée) - Scénariste (ep 9,11,17)
- 2003 : Shingetsutan Tsukihime (série télévisée) - Composition de la série, scénariste (tous les ép)
- 2004 : Doki Doki School Hours (série télévisée) - Scénariste (ep 4,8)
- 2004-2005 : School Rumble (série télévisée) - Composition de la série, scénariste (ep 1,5,17,19,26)
- 2005 : Peach Girl (série télévisée) - Composition de la série, scénariste (ep 1,6,11,17,20,23)
- 2005 : Suzuka (série télévisée) - Composition de la série, scénariste (ep 1,2,5,8,12,15,17,19,20,25,26)
- 2005 : School Rumble - OAV (OAV) - Composition de la série, scénariste
- 2006 : School Rumble S2 (série télévisée) - Composition de la série, scénariste (ep 1,5,6,7,14,16,20,25,26)
- 2006 : Mamotte! Lollipop (série télévisée) - Composition de la série, scénariste (ep 1)
- 2007 : Atashin'chi (série télévisée) - Scénariste
- 2007 : Happy Happy Clover (série télévisée) - Scénariste
- 2007 : You're Under Arrest: Full Throttle (série télévisée) - Scénariste (ep 5,12,20)
- 2008 : School Rumble S3 (OAV) - Composition de la série, scénariste
- 2009 : Cookin' Idol Ai! Mai! Main! (série télévisée) - Scénariste (ep 11 à 14)